# تملک اجباری
دایره ممتاز (به انگلیسی: Eminent domain) (ایالات متحده آمریکا، فیلیپین) خرید اجباری (بریتانیا، نیوزیلند، ایرلند), اکتساب اجباری (استرالیا), یا خلع ید (فرانسه، ایتالیا، مکزیک، آفریقای جنوبی، کانادا، برزیل، پرتغال، اسپانیا) قدرت حکومت‌های ایالتی ٬استانی یا ملی برای در اختیار گرفتن املاک خصوصی برای استفادهٔ عمومی است. این قدرت از طریق قانونی به شهرداری‌ها یا حتی اشخاص یا شرکت‌ها با اجازه قانون برای اعمال عملکردهای دارای ماهیت عمومی قابل تفویض است.